# Kodjadjik
Kodjadjik (en macédonien Коџаџик, en turc Kocacık) est un village du sud-ouest de la Macédoine du Nord, situé dans la municipalité de Tsentar Joupa. Le village comptait 275 habitants en 2002. Il est majoritairement turc.

## Démographie
Lors du recensement de 2002, le village comptait :
- Turcs : 275